# Belunza
Belunza (en euskera y oficialmente Beluntza) es un concejo del municipio de Urcabustaiz, en la provincia de Álava, País Vasco (España).

## Toponimia
Aparece en el documento geográfico del siglo XIII del obispo de Calahorra, D. Jerónimo Aznar, bajo el nombre de Velunçaa (1257) y en 1508 bajo el de Beluza.

## Historia
Lugar históricamente perteneciente al señorío, valle y hermandad de Urcabustaiz, eclesiásticamente la localidad se encuadra en el arciprestazgo de Cigoitia de la diócesis de Vitoria, dependiente ésta de la archidiócesis de Burgos, si bien anteriormente perteneció a la vicaría de Orduña, que formaba parte de la diócesis de Calahorra.
Hacia mediados del siglo XIX, el lugar, ya por entonces perteneciente a Urcabustaiz, tenía contabilizada una población de 95 habitantes. Aparece descrito en el cuarto volumen del Diccionario geográfico-estadístico-histórico de España y sus posesiones de Ultramar de Pascual Madoz con las siguientes palabras:

BELUNZA: l. en la prov. de Alava (4 leg. á Vitoria), part. jud. de Amurrio (2), aud. terr. de Bugos, c. g. de las Provincias Vascongadas, ayunt. de Urcabustaiz (1/4), dióc. de Calahorra: sit. en la raiz meridional de la sierra de Altube, con libre ventilacion y clima sano. Tiene 17 casas; una parr. (San Pedro), servida por un cura y beneficiado, y una ermita titulada de la Piedad. Confina el térm. N. sierra de Altube; E. Guillerna; S. Izarra, y O. Gujuli y Ondon. Entre las varias fuentes que hay para el surtido de los vec. y para otros objeto, se encuentra una de aguas minerales, cuyas propiedades no son bastante conocidas. El terreno, aunque montuoso, es bastante fertil. prod.: trigo, maiz, legumbres, hortaliza, frutas, maderas y pastos para alimento de ganado vacuno, lanar y cabrio. pobl.: 16 vec., 95 alm.. riqueza y contr.: (V. Alava intendencia.)
(Madoz, 1846, p. 147)

## Demografía
En 2023, la entidad singular de población tenía empadronados 33 habitantes y el núcleo de población, veintidós.
| Gráfica de evolución demográfica de Belunza entre 2000 y 2017 |
|                                                               |
| Población de derecho según los censos de población del INE.   |

## Monumentos

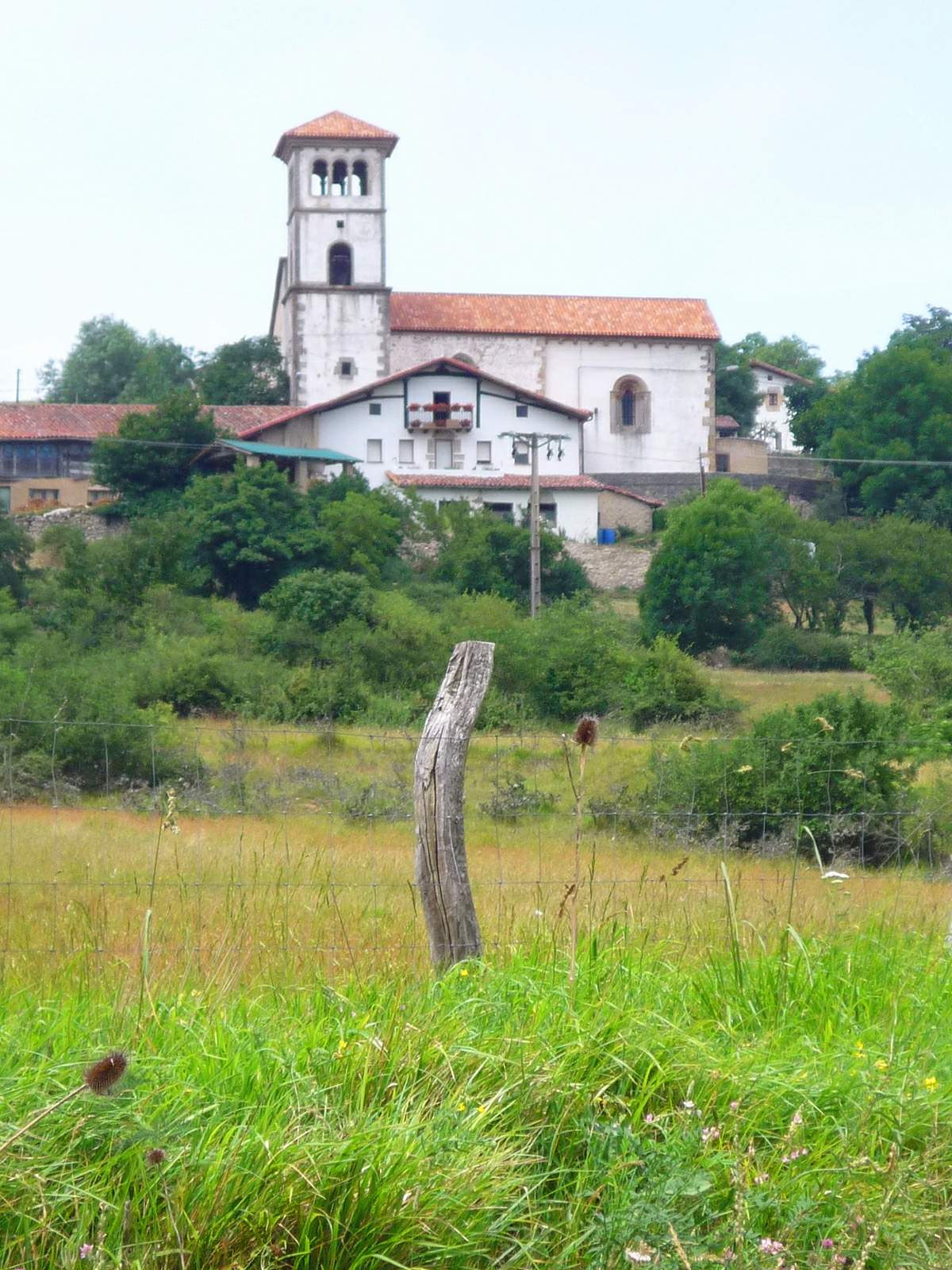
La iglesia de San Pedro Apóstol

- Iglesia de San Pedro Apóstol.[2] De origen románico (del que conserva la portada) fue restaurada en época moderna, su retablo mayor data de 1941.[6]
- Ermita de la Piedad.[2] Del siglo XVIII, fue restaurada a finales del siglo XX.